# サヨナラから始めよう
『サヨナラから始めよう』（さよならからはじめよう）は、T-BOLANの4枚目のシングル。

## 制作、音楽性
「サヨナラから始めよう」は、テレビ朝日系『トゥナイト』のエンディングテーマに使用された。後にアコースティックバージョンが『夏の終わりに』『BALLADS』に収録された。
カップリング「心のかたち」は、『T-BOLAN THE COMPLETE』の『ADDITIONAL DISC』に収録されたほかは、どのアルバムにも収録されていない。

## 収録曲
| 全作詞: 森友嵐士。 |                          |           |           |                   |      |
| #                  | タイトル                 | 作詞      | 作曲      | 編曲              | 時間 |
| 1.                 | 「サヨナラから始めよう」 | 森友嵐士  | 織田哲郎  | T-BOLAN・明石昌夫 | 5:20 |
| 2.                 | 「心のかたち」           | 森友嵐士  | 五味孝氏  | 葉山たけし        | 4:51 |
| 合計時間:          | 合計時間:                | 合計時間: | 合計時間: | 10:11             |      |

## 楽曲の収録アルバム
- 夏の終わりに 〜Acoustic Version〜 (#1、アコースティック・バージョン)
- SO BAD (#1)
- T-BOLAN FINAL BEST GREATEST SONGS & MORE (#1)
- BEST OF BEST 1000 T-BOLAN (#1)
- T-BOLAN BEST HITS (#1)
- LEGENDS (#1)
- ADDITIONAL DISC (#2)
- T-BOLAN 〜夏の終わりに BEST〜 LOVE SONGS+1 & LIFE SONGS (#1、アコースティック・バージョン)
- T-BOLAN COMPLETE SINGLES 〜SATISFY〜 (#1)

## カバー
| 曲名                 | アーティスト | 収録作品          | 発売日         | 備考         |
| -------------------- | ------------ | ----------------- | -------------- | ------------ |
| サヨナラから始めよう | 織田哲郎     | アルバム『Songs』 | 1993年12月23日 | セルフカバー |